# Gockelkamm
Der Gockelkamm ist ein bis zu 2165 m hoher Gebirgskamm im ostantarktischen Königin-Maud-Land. Er ragt am südlichen Ende der Sverdrupfjella zwischen dem Alanpiggen und dem Nupskåpa auf.
Entdeckt und benannt wurde der Gebirgszug bei der Deutschen Antarktischen Expedition 1938/39 unter der Leitung des Polarforschers Alfred Ritscher. Namensgeber ist Wilhelm Gockel (* 1908), Meteorologe dieser Forschungsreise.